# ワルダイエル咽頭輪

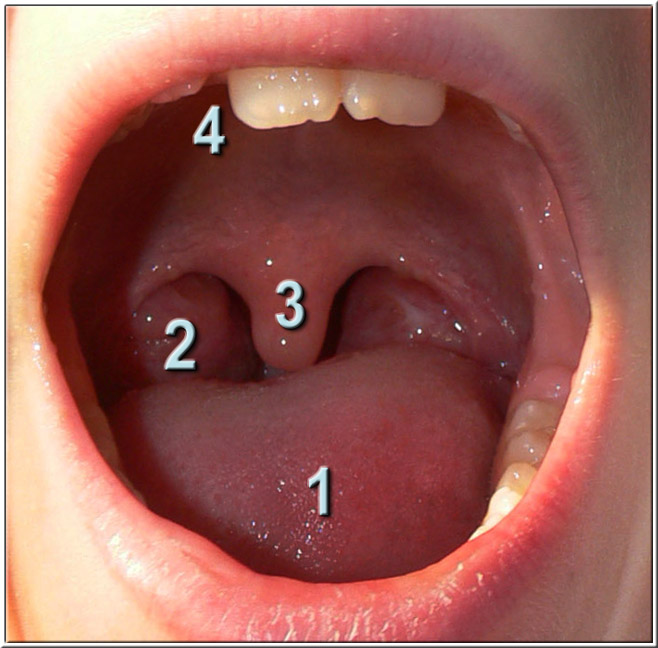
1 舌、2 口蓋扁桃（Tonsil）、3 口蓋垂、4 口蓋。3と4の間が軟口蓋である。

ワルダイエル咽頭輪（ワルダイエルいんとうりん、英: Waldeyer's ring）とは咽頭にある扁桃の輪状構成のこと。名前の由来は発見者であるドイツ人解剖学者ハインリッヒ・ウィルヘルム・ワルダイエルから。

## 概要
舌根にある左右の舌扁桃、口蓋舌弓と口蓋咽頭弓の間にある左右の口蓋扁桃、耳管開口部の周囲にある左右の耳管扁桃、咽頭円蓋にある咽頭扁桃（別名　アデノイド）は口腔と鼻腔の裏門を取り囲むように配列されており、ワルダイエル咽頭輪と呼ばれる。生体防御の最初の砦とされる。口や鼻からの感染に際して炎症を起こしやすいので臨床上重要である。